# Saint-Gengoulph
Saint-Gengoulph település Franciaországban, Aisne megyében. Lakosainak száma 153 fő (2022. január 1.). Saint-Gengoulph Chézy-en-Orxois, Gandelu, Hautevesnes, Macogny, Monnes és Veuilly-la-Poterie községekkel határos.

## Népesség
A település népessége az elmúlt években az alábbi módon változott:
| Lakosok száma | 128  | 92   | 83   | 145  | 145  | 146  | 148  | 150  | 151  | 153  |
|               | 1968 | 1982 | 1990 | 2006 | 2013 | 2015 | 2017 | 2019 | 2020 | 2022 |